# Puerto Rico Airport (flygplats i Bolivia)
Puerto Rico Airport är en flygplats i Bolivia.   Den ligger i departementet Pando, i den norra delen av landet, 900 km norr om huvudstaden Sucre. Puerto Rico Airport ligger 177 meter över havet.
Terrängen runt Puerto Rico Airport är mycket platt. Trakten runt Puerto Rico Airport är nära nog obefolkad, med mindre än två invånare per kvadratkilometer..
I omgivningarna runt Puerto Rico Airport växer i huvudsak städsegrön lövskog.